# (287) Nephthys
(287) Nephthys – planetoida z pasa głównego asteroid okrążająca Słońce w ciągu 3 lat i 323 dni w średniej odległości 2,35 j.a. Została odkryta 25 sierpnia 1889 roku w Clinton położonym w hrabstwie Oneida w stanie Nowy Jork przez Christiana Petersa. Nazwa planetoidy pochodzi od Neftydy, bogini śmierci w mitologii egipskiej.